# Adrijus Glebauskas
Adrijus Glebauskas (* 20. November 1994 in Kėdainiai) ist ein litauischer Leichtathlet, der sich auf den Hochsprung spezialisiert hat.

## Sportliche Laufbahn
Erste internationale Erfahrungen sammelte Adrijus Glebauskas bei den Junioreneuropameisterschaften 2013 in Rieti, bei denen er mit übersprungenen 2,12 m den achten Platz belegte. 2015 schied er bei den U23-Europameisterschaften in Tallinn mit 2,10 m in der Qualifikation aus und 2017 nahm er erstmals an der Sommer-Universiade in Taipeh teil und belegte dort mit 2,23 m den fünften Platz. Im Jahr darauf schied er bei den Europameisterschaften in Berlin mit 2,16 m in der Qualifikation, wie auch bei den Leichtathletik-Halleneuropameisterschaften 2019 in Glasgow mit 2,21 m. Anschließend wurde er bei den Europaspielen in Minsk mit 2,22 m Fünfter und gewann bei den Studentenweltspielen in Neapel mit 2,24 m die Bronzemedaille hinter dem Bulgaren Tichomir Iwanow und Alperen Acet aus der Türkei. Er qualifizierte sich zudem erstmals für die Weltmeisterschaften in Doha, gelangte dort mit 2,22 m aber nicht bis in das Finale. 2021 belegte er bei den Halleneuropameisterschaften in Toruń mit 2,23 m den fünften Platz. Ende Juli startete er bei den Olympischen Spielen in Tokio und verpasste dort mit 2,17 m den Finaleinzug.
2016 und von 2018 bis 2021 wurde Glebauskas litauischer Meister im Hochsprung im Freien sowie von 2018 bis 2020 auch in der Halle.

## Persönliche Bestleistungen
- Hochsprung: 2,30 m, 7. Juni 2021 in Kaunas
  - Hochsprung (Halle): 2,27 m, 8. Februar 2021 in Kladno